# 克莱
克莱（法語：Claix，法語發音：[klɛ] ⓘ）是法国伊泽尔省的一个市镇，位于该省中南部，省会格勒诺布尔市区以南，属于格勒诺布尔区。

## 地理
克莱（45°7'11"N, 5°40'18"E）面积24.12 平方千米，位于法国奥弗涅-罗讷-阿尔卑斯大区伊泽尔省，该省份为法国东南部内陆省份，北起顺时针与安省、萨瓦省、上阿尔卑斯省、德龙省、阿尔代什省、卢瓦尔省和罗讷省。
与克莱接壤的市镇（或旧市镇、城区）包括：塞桑、勒蓬德克莱、瓦尔斯-阿利耶尔和里塞、朗斯昂韦科尔、圣尼济耶-迪穆什罗特。
克莱的时区为UTC+01:00、UTC+02:00（夏令时）。

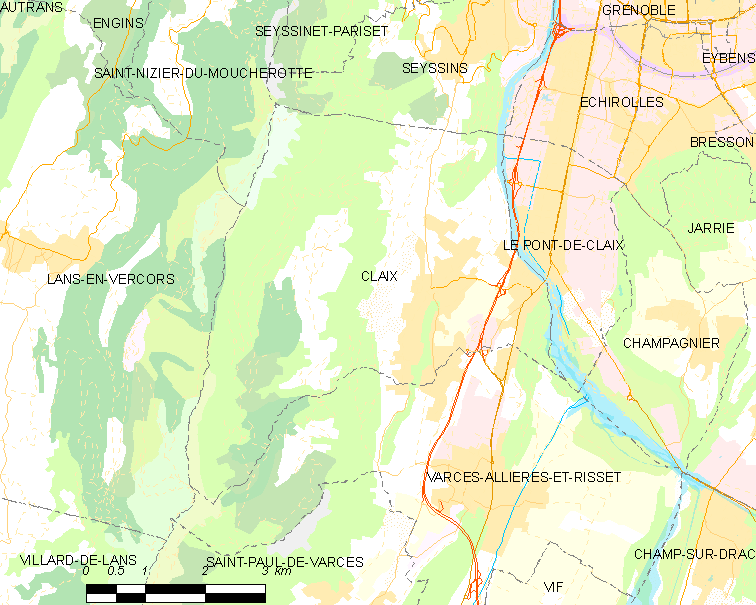
克莱的OSM定位图

## 行政
克莱的邮政编码为38640，INSEE市镇编码为38111。

## 政治
克莱所属的省级选区为方丹-塞西内县。

## 人口

1962-2008年间克莱人口变化图示

克莱于2022年1月1日时的人口数量为7840人。